# 西新屋町
西新屋町（にしのしんやちょう）は、奈良県奈良市の中央部、市街地の中央部に位置する地区である。郵便番号は630‐8334。

## 概要
元興寺周辺の古いたたずまいを残すならまちの一部。奈良町資料館がある。南西端には真言律宗小塔院があり、元興寺極楽坊境内・元興寺小塔院跡は国史跡に指定されている。南端に率川神社がある。
北は中新屋町・高御門町、西は高御門町・鳴川町、東は芝新屋町・中新屋町に接する。

## 歴史
江戸期は奈良町の南部に位置し、芝新屋町の西、高御門の東にある。もとは元興寺小塔院の敷地であったが、焼失後に人家が進出したという。地名の由来は、「新在家」あるいは「新町」の意による。

## 施設
- 奈良町資料館（西新屋町14）および吉祥堂
- 庚申堂
- 小塔院跡（現在も寺院として機能している）
- 時の資料館
- 率川神社（長屋門） - 率川神社の分霊社である祠

## 小・中学校の学区
- 奈良市立済美小学校、および奈良市立春日中学校の学区に属する[2]。